# 의정부과학도서관
의정부과학도서관(議政府科學圖書館)은 대한민국 경기도 의정부시 소재의 시립 도서관이다.

## 연혁
- 2005. 09. 09 의정부과학도서관 착공
- 2006. 02. 26 도서관개관준비팀 구성
- 2007. 05. 03 의정부시행정기구설치조례 제2193에 의거 ‘의정부지식정보센터’ 직제설치
- 2007. 10. 10 의정부과학도서관 개관

## 시설현황
지하 1층
- 옹달샘(식당): 이용자 및 직원을 위한 식당, 휴게 공간
- 배움터 하나, 두울, 셋: 강좌 운영 공간
- 아트홀: 영화상영 및 공연ㆍ행사 운영 공간
- 자료정리실: 구입 도서의 보관 및 정리 공간
- 중앙감시실: 전기 및 냉난방 시설 운영 공간

1층
- 꿈나무실: 어린이를 위한 공간으로 어린이 전용열람실
- 아기마루: 영ㆍ유아 전용열람실
- 사무실I: 관장실 및 운영관리담당, 시설관리담당, 문화지원담당, 수서열람담당 직원 사무실
- 디지털정보실: 인터넷 이용, 다양한 시청각 자료 및 국회ㆍ국립도서관 원문DB 이용 공간
- 늘푸른실: 장애인 및 노약자 전용열람실
- 뜰안에: 이용자 야외 휴식 공간
- 북카페: 이용자 휴식 공간

2층
- 인문과학실: 인문과학 분야의 자료를 열람ㆍ대출 하실 수 있는 열람실
- 정기간행물실: 다양한 주제의 잡지와 신문, 정부간행물 등을 자유롭게 이용하실 수 있는 열람실
- 독서토론실 I,II: 독서토론 및 독서소모임 공간
- 쉼터: 이용자 휴식 공간

3층
- 천문우주체험실: 우주체험 및 천체관측 프로그램 운영 공간
- 대기실: 천문우주체험실 견학 신청자를 위한 대기 공간
- 자연과학실: 순수과학과 기술과학 분야 및 청소년 도서를 열람ㆍ대출하실 수 있는 공간
- 사무실III: 천문우주체험실 운영 직원 사무실

## 이용 안내
이용 시간
- 인문과학실: 평일 09:00 ~ 21:00 / 주말 09:00 ~ 18:00
- 자연과학실: 평일 09:00 ~ 21:00 / 주말 09:00 ~ 18:00
- 꿈나무실, 디지털정보실: 매일 09:00 ~ 18:00

휴관일
- 매주 월요일
- 법정공휴일